# Gregg Binkley
Gregg Binkley es un actor estadounidense. 

## Comienzos y carrera actoral
Binkley creció en Topeka, Kansas, y se graduó en Washburn Rural High School. Es mayormente conocido por papeles como Kenny James en la sitcom de la NBC, My Name Is Earl y como Dan, el portavoz de 'Del Taco', un restaurante de comida rápida estadounidense. También ha tenido apariciones en Gilmore Girls, Malcolm in the Middle, Sabrina, the Teenage Witch, Yes, Dear, The Drew Carey Show, Full House, y Wizards of Waverly Place.
Binkley alguna vez, hizo un trabajo de llamadas a famosos, haciéndose pasar por Barney Fife personaje de Don Knotts. Binkley también hizo la representación en Detrás de cámara: La historia no autorizada de esa compañía.
Gregg Binkley hizo de Harold sobrino de Lewis Skolnick's (Robert Carradine) en Revenge of the Nerds III: The Next Generation.
También participó en la serie Stuck in the Middle (Entre hermanos)
Actualmente se encuentra realizando el papel de Barney en la serie de FOX, Raising Hope.

## Vida personal
Conoció a su esposa, Tokiko Ohniwa, en una clase de actuación. Se casaron el 31 de mayo de 2003.